# Prix Cloëtta
Le Prix Cloëtta (en allemand : Cloëtta-Preis) est une distinction suisse destinée à honorer des personnalités qui se sont illustrées dans le domaine de la recherche biomédicale. 

## Histoire
D'une valeur de 50 000 francs suisses, cette distinction est décernée chaque année depuis 1974 par la Fondation Max Cloëtta (basée à Zurich ) .
Le prix est décerné pour la médecine et ses sciences auxiliaires et peut également être attribué à des étrangers.
Il porte le nom de Max Cloëtta (de) (1868-1940), qui fut professeur ordinaire de pharmacologie à l'Université de Zurich et un temps son recteur.

## Lauréats
- 2023: Sebastian Jessberger, Christoph Hess[2]
- 2022: Annette Oxenius[3], Doron Merkler
- 2021: Anne Müller, Bart Deplancke
- 2020: Mohamed Bentires-Alj et Nadia Mercader Huber
- 2019: Botond Roska et Oliver Distler
- 2018: Tim Schroeder (Swiss Federal Institute of Technology (ETH)) et Johanna Joyce (Université de Lausanne)
- 2017: Denis Jabaudon (Université de Genève)) et Markus Manz (de) (Hôpital universitaire de Zürich)
- 2016: Michel Gilliet (Hôpital universitaire de Lausanne) et Andreas Lüthi (Friedrich Miescher Institute)
- 2015: Dominique Soldati-Favre (Université de Genève) et Fritjof Helmchen (Université de Zurich).
- 2014: Henrik Kaessmann (Université de Lausanne) et Marc Donath (Hôpital universitaire de Bâle).
- 2013: Andreas Papassotiropoulos et Dominique de Quervain (en)
- 2012: Olaf Blanke (de) (École polytechnique fédérale de Lausanne)
- 2011: Petra S. Hüppi
- 2010: Christian Lüscher et Burkhard Becher
- 2009: Margot Thome Miazza (Université de Lausanne) et Walter Reith
- 2008: Darius Moradpour (Hôpital universitaire de Lausanne) et Sabine Werner (de)
- 2007: Nouria Hernandez (Université de Lausanne) et François Mach
- 2006: Adrian Merlo (de) et Michael Hengartner (de)
- 2005: Urs Albrecht et Dominique Muller
- 2004: Amalio Telenti et Radek Skoda
- 2003: Michael N. Hall et Bernhard Moser
- 2002: Bernard Thorens et Andrea Superti-Furga (en)
- 2001: Isabel Roditi et Thierry Calandra
- 2000: Giuseppe Pantaleo et Brian Hemmings (en)
- 1999: Clemens A. Dahinden et Antonio Lanzavecchia (de)
- 1998: Adriano Aguzzi (de) et Primus E. Mullis
- 1997: Gerard Waeber et Denis Duboule
- 1996: Lukas C. Kühn et Peter Sonderegger
- 1995: Jürg Reichen et George Thomas jr.
- 1994: Hans Rudolf Brenner et Daniel Pablo Lew
- 1993: Paolo Meda et Adriano Fontana (de)
- 1992: Michel Aguet (Université de Zurich)
- 1991: Peter J. Meier-Abt (de) et Jacques Philippe
- 1990: Martin E. Schwab (de) et Denis Monard
- 1989: Heini Murer (de) et Hugh Robson MacDonald
- 1988: Jean-Dominique Vassalli et Hans Hengartner (de)
- 1987: Jacques Louis et Joachim Seelig (de)
- 1986: Ueli Schibler (de) et Walter Schaffner (de)
- 1985: Hans Thoenen (de) et Roberto Montesano
- 1984: Heidi Diggelmann et Jean-François Borel
- 1983: Peter Böhlen et Claes B. Wollheim
- 1982: Jürgen Zapf et Jean-Michel Dayer
- 1981: Rolf Zinkernagel et Peter A. Cerutti
- 1980: Edward W. Flückiger et Albert Burger
- 1979: Theodor Koller et Jean-Pierre Kraehenbuehl
- 1978: Susumu Tonegawa
- 1977: Franz Oesch (de)
- 1976: Rui C. de Sousa
- 1975: Hans Bürgi
- 1974: Urs A. Meyer (de)